# Jazz Chisholm Jr.
Jasrado Hermis Arrington Chisholm (Nasáu, Bahamas, 1 de febrero de 1998), más conocido como Jazz Chisholm Jr., es un jugador profesional bahameño de béisbol que se desempeña en la posición de tercera base en New York Yankees, equipo de las Grandes Ligas de Béisbol (MLB).

## Carrera
Chisholm Jr. hizo su debut en la MLB con el equipo Miami Marlins, en el cual jugó cinco temporadas (2020-2024), después pasó a New York Yankees, donde lleva jugando una temporada.